# Akyar
Akyar (früher Dellar) ist ein Dorf im Landkreis Tavas der türkischen Provinz Denizli. Akyar liegt etwa 34 km südlich der Provinzhauptstadt Denizli und 11 km nordöstlich von Tavas. Akyar hatte laut der letzten Volkszählung 298 Einwohner (Stand Ende Dezember 2010).